# Барратье, Кристоф
Кристоф Барратье (фр. Christophe Barratier; 17 июня 1963, Париж, Франция) — французский кинорежиссёр, кинопродюсер, сценарист.

## Биография
Родился 17 июня 1963 года в семье актрисы Эвы Симоне. Является племянником актёра и кинопродюсера Жака Перрена.
Наибольшую славу Барратье на сегодняшний день принесла картина «Хористы». К одной из песен фильма («Vois Sur Ton Chemin») он написал слова. С этой композицией он был номинирован на «Оскар» в категории «за лучшую песню к фильму». Сам фильм номинировали на «Оскар» в категории «лучший фильм на иностранном языке», но в обоих случаях награды Барратье и фильму не достались. «Хористы» были удостоены двух статуэток «Сезар» — в номинациях «лучшая музыка к фильму» (Брюно Куле) и «лучший звук».
Известен и другой фильм Кристофа Барратье — «Faubourg 36» (рус. «Париж! Париж!»), вышедший в 2008 году.
В 2010 году, совместно с сыном Джо Дассена Жюльеном поставил музыкальное шоу «Il était une fois Joe Dassin». 12 марта 2011 шоу было показано и в Москве, под названием «Жил был Джо Дассен. Годы, песни, жизнь».

## Фильмография

### Режиссёр
- 2002 — «Надгробия»/ Les tombales (короткометражный фильм)
- 2004 — «Хористы»/ Les Choristes
- 2008 — «Париж! Париж!»/ Faubourg 36
- 2011 — «Новая война пуговиц»/ La nouvelle guerre des boutons
- 2016 — «Аутсайдер»/ L'Outsider

### Продюсер
- 1996 — «Микрокосмос»/ Microcosmos: Le peuple de l'herbe
- 1999 — «Гималаи»/ Himalaya - l'enfance d'un chef
- 2000 — Le phénomène El Juli (видео)
- 2001 — «Птицы»/ Le peuple migrateur
- 2002 — «Птицы: Крылья природы»/ Les ailes de la nature (сериал)
- 2002 — Le peuple migrateur - Le making of (видео)
- 2003 — La vie comme elle va (телефильм)
- 2004 — Les Choristes: Le making of (видео)

### Сценарист
- 2002 — «Надгробия»/ Les tombales (короткометражный фильм)
- 2004 — «Хористы»/ Les Choristes
- 2008 — «Париж! Париж!»/ Faubourg 36
- 2011 — «Новая война пуговиц»/ La nouvelle guerre des boutons

## Награды и номинации
| Год  | Награда                                       | Категория                                        | Работа              | Результат |
| ---- | --------------------------------------------- | ------------------------------------------------ | ------------------- | --------- |
| 1997 | Online Film & Television Association          | Лучший документальный фильм                      | Микрокосмос         | Номинация |
| 2004 | Кинофестиваль в Остине                        | Best Narrative Feature - Distributed             | Хористы             | Победа    |
| 2004 | Ft. Lauderdale International Film Festival    | Лучший фильм                                     | Хористы             | Победа    |
| 2004 | Heartland Film Festival                       | Награда Хрустальное сердце                       | Хористы             | Победа    |
| 2004 | Ljubljana International Film Festival         | Приз зрительских симпатий                        | Хористы             | Победа    |
| 2004 | Кинофестиваль в Карловых Варах                | Хрустальный глобус                               | Хористы             | Номинация |
| 2005 | Sant Jordi Awards                             | Лучший иностранный фильм                         | Хористы             | Победа    |
| 2005 | Lumiere Awards                                | Лучший фильм                                     | Хористы             | Победа    |
| 2005 | Bangkok International Film Festival           | Лучший режиссёр                                  | Хористы             | Победа    |
| 2005 | Bangkok International Film Festival           | Лучший фильм                                     | Хористы             | Номинация |
| 2005 | Сезар                                         | Лучший фильм                                     | Хористы             | Номинация |
| 2005 | Давид ди Донателло                            | Лучший европейский фильм                         | Хористы             | Номинация |
| 2005 | BAFTA                                         | Лучший адаптированный сценарий                   | Хористы             | Номинация |
| 2005 | BAFTA                                         | Лучший не англоязычный фильм                     | Хористы             | Номинация |
| 2005 | BAFTA                                         | Лучшая музыка к фильму                           | Хористы             | Номинация |
| 2005 | Оскар                                         | Лучший фильм на иностранном языке                | Хористы             | Номинация |
| 2005 | Оскар                                         | Лучшая песня к фильму                            | Хористы             | Номинация |
| 2006 | Гойя                                          | Лучший европейский фильм                         | Хористы             | Номинация |
| 2008 | Монреальский кинофестиваль                    | Grand Prix des Amériques                         | Париж! Париж!       | Номинация |
| 2012 | Buster International Children's Film Festival | Nordisk Film Foundation's Best Film for Children | Новая война пуговиц | Победа    |
| 2012 | Монреальский кинофестиваль                    | Приз зрительских симпатий                        | Новая война пуговиц | 2-е место |